# Une fille et des fusils
Pour plus de détails, voir Fiche technique et Distribution.
Une fille et des fusils est un film français réalisé par Claude Lelouch, sorti en 1965.

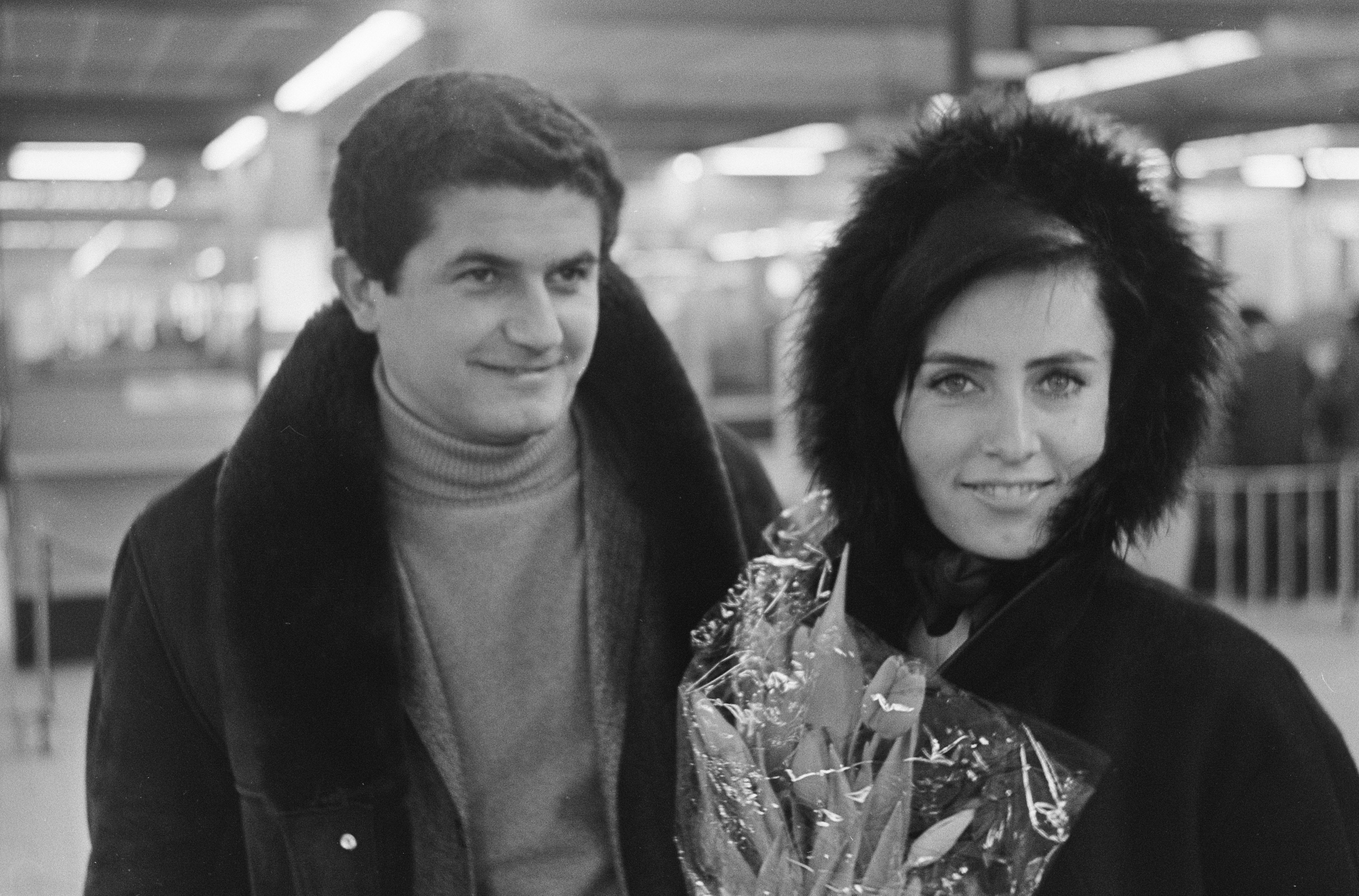
Claude Lelouch et Janine Magnan

## Synopsis
Quatre jeunes ouvriers lassés de leurs conditions décident de devenir gangsters. Jean-Pierre, le leader de la bande, les prévient que ce métier ne s'improvise pas et qu'il faut donc l'apprendre. Ils créent donc ensemble la première école de gangstérisme où ils seront à la fois élèves et instructeurs.
Martine, une jeune femme sourde et muette, peintre de trottoir, se joindra au groupe. L'entraînement va comprendre une mise en condition physique (plus d'alcool ni de tabac), une endurance au souffle et aux coups, la pratique des sports de combat, le maniement des armes, l'apprentissage du poker, etc. Ils se font la main en commettant des « petits coups » puis montent en puissance avec des vols qui font la une des journaux.
Ils essuient aussi quelques échecs, comme la tentative de kidnapping du chien d'une prostituée ou l'intimidation d'une bande rivale. Leur dernier coup, l'enlèvement contre rançon d'une vedette de cinéma, tourne mal, l'un des membres de la bande paniquant en apercevant un policier sur le lieu de l'échange et mitraillant plusieurs personnes.
Désorientés, les quatre hommes se réfugient dans une ancienne carrière et se demandent comment gérer la suite des événements. Ils finissent par s’entretuer, seule survivra Martine qui retournera dessiner sur les trottoirs.

## Fiche technique
- Réalisateur : Claude Lelouch
- Musique : Pierre Vassiliu
- Montage : Claude Barrois
- Société de production : Films 13
- Genre : Comédie, film de gangsters
- Durée : 104 minutes
- Date de sortie : juin 1965

## Distribution
- Jean-Pierre Kalfon : Jean-Pierre
- Amidou : Amidou
- Pierre Barouh : Pierre
- Jacques Portet : Jacques
- Janine Magnan : Martine
- Yane Barry : La tenancière du bistrot
- Betty Beckers : La prostituée
- Annette Karsenti : La starlette et sa doublure
- Gérard Sire : Le récitant en voix off
- Richard Saint-Bris : Le producteur[1]

## Lieux de tournage
- Saint-Ouen[2]
  - Bar de l'Oasis
- Usine Simca
- Paris 
  - Grands boulevards,métro Bonne Nouvelle
  - Boulevard des Italiens
  - Golf-Drouot,café d'Angleterre
  - Plans rapides sur les monuments de Paris,gare Saint-Lazare
  - Bois de Boulogne
  - 52 Avenue des Champs-Élysées (National City Bank of New York en 1964,puis Virgin et galeries Lafayettes)
- Enghien-les-bains
  - Casino d'Enghien-les-Bains
- Terrain vague,ruines

## Autour du film
- Premier succès de Claude Lelouch après quatre essais infructueux de longs métrages (un inachevé, un non sorti en France, un autre pour lequel les copies et négatifs auraient été détruits). Sur la lancée, Lelouch lui donne l'année suivante une suite : Les Grands Moments, qui ne trouvera pas de distributeur...
- Recyclage : Claude Lelouch recyclera certaines idées de ce film dans les suivants, comme l'entraînement du tir sur bouteilles, dans Le Bon et les Méchants, ou la promotion économique par enlèvement de la vedette dans L'aventure c'est l'aventure..
- La Commission de contrôle des films cinématographiques débattit du classement à apporter au film: une partie des membres, parmi lesquels Bruno Chéramy et Yves Roumajon, craignant que la première partie encourage les candidats au banditisme, le premier disant qu'« on les voit constituer une véritable école du gangstérisme et s’entraîner pour acquérir la technique pour réussir dans ce métier » et le second s'inquiétant d'« un effet exemplaire dans le mauvais sens sur les adolescents ». L'autre partie de la Commission parlait, comme Robert Touzery, d'un « effet salutaire sur les mineurs qui le verraient ». Appelé à les départager, Alain Peyrefitte voit ce film, affirme que « si vous jouez aux gangsters, vous aboutirez nécessairement à la même fin que ces cinq héros, car il est impossible d’échapper à un moment ou à l’autre à un geste maladroit ou à un manque de sang-froid » et ne donne pas de classement plus sévère qu'une interdiction aux mineurs de 13 ans[3].